# Iwan Diemidow
Iwan Aleksiejewicz Diemidow, ros. Иван Алексеевич Демидов (ur. 10 grudnia 2005 w Siergijewym Posadzie) – rosyjski hokeista.
Brat Siemiona (ur. 2002), także hokeisty.

## Kariera
- Witiaź Podolsk do lat 16 (20169-2021)
- Witiaź Podolsk do lat 17 (2020-2021)
- Witiaź Podolsk do lat 18 (2020-2021)
- SKA Sankt Petersburg do lat 17 (2021-2022)
- SKA-Wariagi (2021-2022)
- SKA-1946 Sankt Petersburg (2021-2024)
- SKA Sankt Petersburg (2022-2025)
  -  SKA-Niewa (2023)
- Montreal Canadiens (2025-)

Wychowanek DJuSSz w Dmitrow. Karierę rozwijał w klubach HK Dmitrow, Łokomotiw Jarosław i Witiaź Podolsk. W 2021 przeszedł do struktur SKA Sankt Petersburg, po czym grał w juniorskich rozgrywkach MHL, w zespole farmerskim w lidze WHL, a od 2023 w seniorskim w lidze KHL. W drafcie NHL z 2024 został wybrany przez Montreal Canadiens 28 czerwca 2024. Po zakończeniu sezonu KHL (2024/2025) w dniu 8 kwietnia 2025 podpisał trzyletni kontrakt wstępujący do NHL z tymże klubem (wcześniej został w tym celu zwolniony ze SKA). 14 kwietnia 2025 zadebiutował w barwach tego zespołu zdobywając gola i asystę.
Został reprezentantem Rosji do lat 18 i do lat 25.

## Sukcesy
Reprezentacyjne
- Brązowy medal olimpijskiego festiwalu młodzieży Europy: 2022
- Złoty medal Pucharu Hlinki Gretzky'ego: 2022

Klubowe
- Złoty medal MHL: 2022, 2024 ze SKA-1946 Sankt Petersburg
- Puchar Charłamowa: 2022, 2024 ze SKA-1946 Sankt Petersburg

Indywidualne
- MHL (2022/2023):
  - Drugie miejsce w klasyfikacji asystentów w sezonie zasadniczym: 45 asyst[5]
  - Trzecie miejsce w klasyfikacji kanadyjskiej w sezonie zasadniczym: 64 punkty[6]
  - Trzecie miejsce w klasyfikacji kanadyjskiej +/- w fazie play-off: +10[7]
  - Mecz Gwiazd MHL
  - Najbardziej Wartościowy Zawodnik (MVP)
- KHL (2022/2023):
  - Mecz Gwiazd KHL
- MHL (2023/2024):
  - Najlepszy napastnik miesiąca - grudzień 2023, styczeń 2024, luty 2024
  - Drugie miejsce w klasyfikacji asystentów w sezonie zasadniczym: 37 asyst[8]
  - Drugie miejsce w klasyfikacji kanadyjskiej w sezonie zasadniczym: 60 punktów[9]
  - Trzecie miejsce w klasyfikacji kanadyjskiej +/- w sezonie zasadniczym: +47[10]
  - Pierwsze miejsce w klasyfikacji strzelców w fazie play-off: 11 goli[11]
  - Pierwsze miejsce w klasyfikacji asystentów w fazie play-off: 17 asyst[12]
  - Pierwsze miejsce w klasyfikacji kanadyjskiej w fazie play-off: 28 punktów[13]
  - Pierwsze miejsce w klasyfikacji kanadyjskiej +/- w fazie play-off: +19[14]
  - Najbardziej Wartościowy Zawodnik (MVP)
- KHL (2024/2025):
  - Najlepszy pierwszoroczniak miesiąca - wrzesień 2024[15], grudzień 2024[16], styczeń 2025[17]
  - Mecz Gwiazd KHL
  - Pierwsze miejsce w klasyfikacji kanadyjskiej w sezonie zasadniczym wśród graczy do lat 20: 49 punktów (rekord rozgrywek)[18]
  - Najlepszy pierwszoroczniak etapu - 1/8 finału[19]
  - Nagroda dla najlepszego pierwszoroczniaka sezonu KHL im. Aleksieja Czeriepanowa